# サバクフクロウ
サバクフクロウ(Desert owl)は、フクロウ属の一種である。より広範に存在するモリフクロウや生息域が限定的なウスイロモリフクロウと非常に近縁である。
この種は、フクロウの大部分が含まれるフクロウ科に分類される。もう1つのフクロウの科は、メンフクロウ科である。
サバクフクロウは、イスラエル、エジプト北東部、ヨルダン、アラビア半島で繁殖する。[[]]は砂漠、半砂漠、岩の多い渓谷、ヤシの木立等である。崖の隙間や穴に巣をつくる。ネズミ、ハタネズミ、大型の昆虫等を食べる。
モリフクロウよりは小さな中型で、体長は29-33 cmである。主に夜行性で、あまり動かない。ずんぐりしたからだと丸い頭は、小さなモリフクロウを思い起こさせる。しかし色はより淡く、特に下半身の縞模様は少なく、眼は黄色である。
「ホーーーホホホホ」という鳴き声で、シラコバトの鳴き声のリズムに似ていると言われる。雌の鳴き声は、雄よりも低く、不明瞭である。

## 分類
この種は、1世紀以上にわたり、Strix butleriという学名で知られていたが、2015年の研究で、S. butleriのホロタイプは実際にはこの種ではなく、恐らく2013年にS. omanensisという学名で新種として記載されたウスイロモリフクロウであろうことが示された。S.  butleriをウスイロモリフクロウの学名としたため、より広く分布する本種の学名がなくなったことから、この研究の著者らは、イスラエルの鳥類学者w:Hadoram Shirihaiの名前に因んで、S. hadoramiという学名を与え、また英名をdesert tawny owlとした（後に一部の著者から、縮めてdesert owlと呼ばれるようになった）。